# 용흥동
용흥동(龍興洞)은 대한민국 경상북도 포항시 북구의 동이다. 국도 제31호선 도로가 접하여 포항시 서쪽의 관문 역할을 하는 지역으로 대단위 고층아파트 건립으로 인구가 급증하고 있으며, 17개의 기관단체가 집중되어 있는 곳이다. 탑산의 용흥공원 내 전몰학도의용군 충혼탑 및 포항지구 전적비 위치가 위치해 있다.

## 개요
용흥동은 포항 중심로(남빈사거리 - 청암광장)주변 금융기관 및 상권중심을 형성하고 있으며, 동해안 최대의 재래시장으로 죽도시장이 위치한 지역이다. 죽도시장은 점포수 2,000개소, 노점상 700개소, 1일 유동인구 2-3만여명에 이르는 거대한 상권을 이루지만, 도심공동화 현상으로 상주인구가 감소하는 추세에 있다.

## 연혁
- 고려시대 고려초 영일현에 속함
- 조선시대 영일현 북면 포항리
- 1896년 연일군 형산면에 속함
- 1910년 영일현 북면 포항동 일부와 형산면 용당동 일부를 합하여 용흥리로 불림
- 1914년 군부 통폐합시 포항동의 일부 마을을 떼어 형성
- 1917년 포항면이 지정면으로 되면서 형산면으로 편입
- 1931년 포항이 읍으로 승격될 때 포항읍으로 편입
- 1938년 포항읍 용흥1,2리로 분동
- 1949년 8월 15일 포항시로 승격 (대통령령 제161호)
- 1955년 6월 9일 포항시 용흥1,2구를 병합 용흥동으로 승격
- 1961년 3월 27일 용흥1,2동으로 분동
- 1972년 12월 용흥1동사무소 신축 (용흥동 88-13)
- 1996년 10월 4일 용흥1동사무소 이전 (용흥동 57-175)
- 1998년 9월 1일 용흥1,2동과 대흥동 일부를 통합 용흥동

## 법정동
- 대흥동(大興洞)
- 용흥동(龍興洞): 용흥동 행정복지센터 소재지

## 볼거리

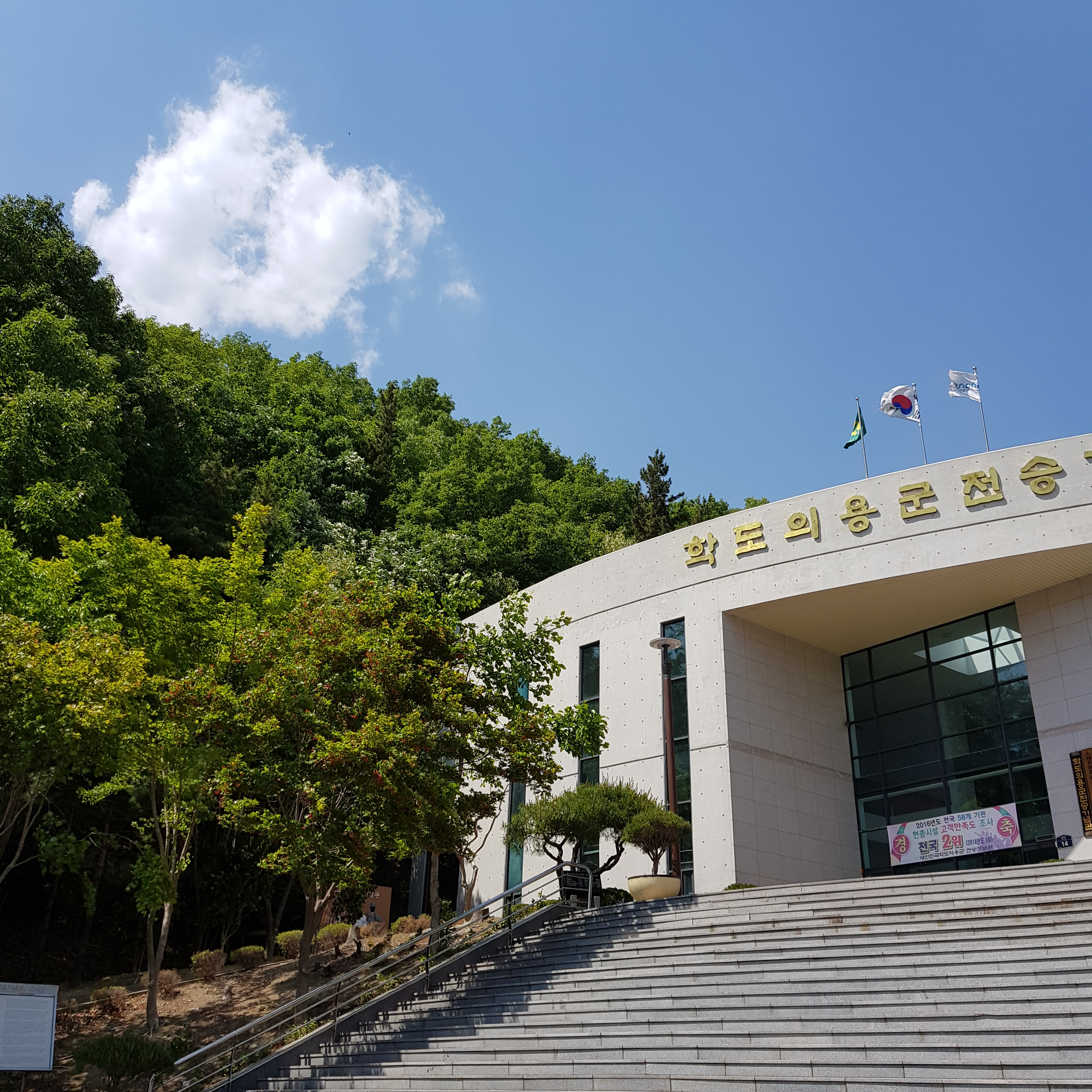
학도의용군전승기념관 외관

- 탑산
  - 학도의용군전승기념관 외관학도의용군전승기념관

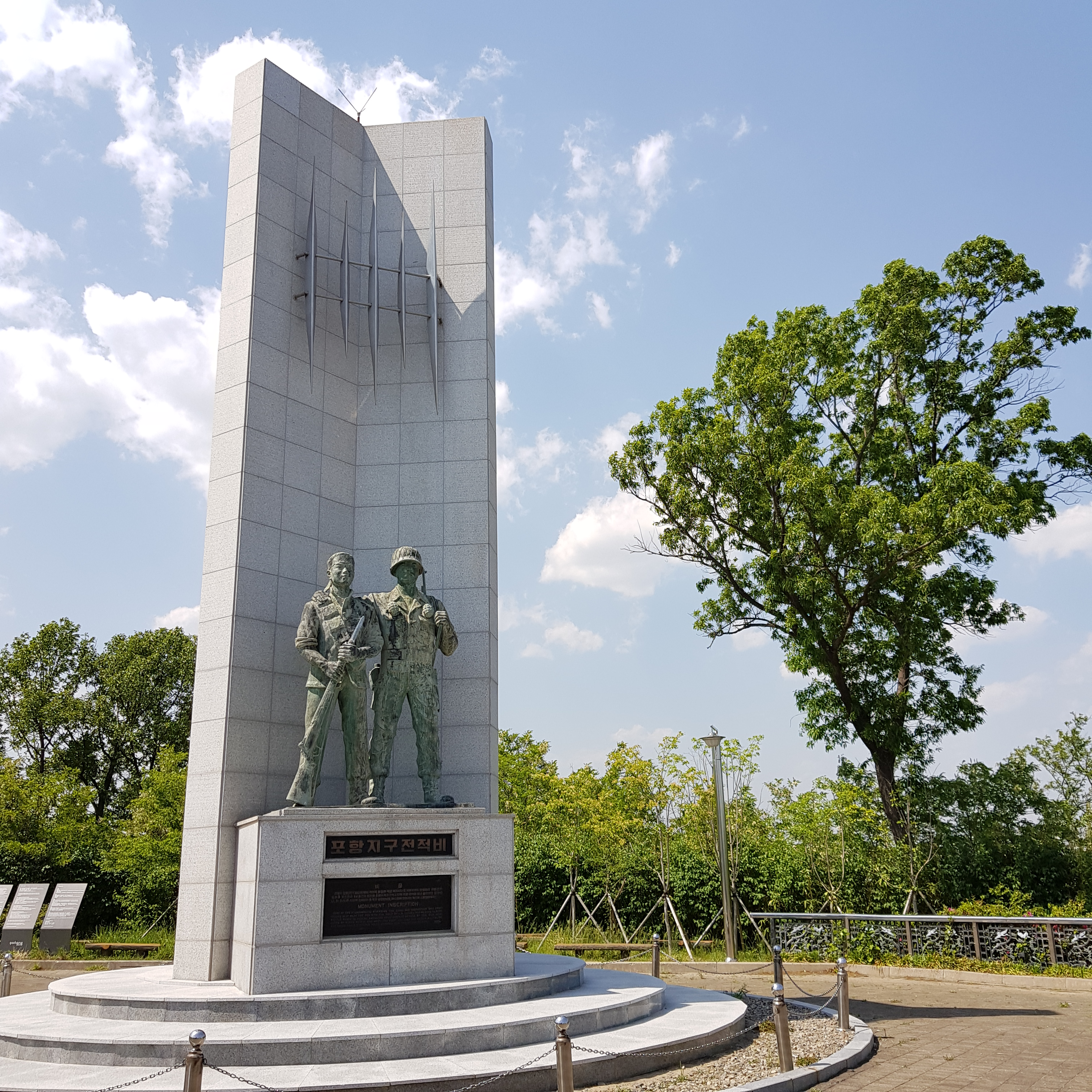
포항지구 전적비

  - 포항지구 전적비포항지구 전적비

## 교육 기관
| 학교명               | 소재지                | 비고 |
| -------------------- | --------------------- | ---- |
| 경북과학고등학교     | 북구 우미길 93        |      |
| 남부초등학교         | 북구 새천년대로 606   |      |
| 대흥중학교           | 북구 용흥로292번길 35 |      |
| 대흥초등학교         | 북구 용흥로292번길 33 |      |
| 동지고등학교         | 북구 용흥로 123       |      |
| 동지여자고등학교     | 북구 용흥로 123       |      |
| 동지중학교           | 북구 용흥로 123       |      |
| 용흥중학교           | 북구 용흥로 90        |      |
| 용흥초등학교         | 북구 용흥로 118       |      |
| 포항여자전자고등학교 | 북구 용흥로291번길 19 |      |

## 공공 기관
| 기관명               | 소재지              | 비고 |
| -------------------- | ------------------- | ---- |
| 경상북도교육청과학원 | 북구 우미길 13      |      |
| 포항교육지원청       | 북구 새천년대로 600 |      |
| 포항해양경찰서       | 북구 용흥로28번길 9 |      |
| 경상북도 동부청사    | 북구 용흥로 90      |      |

## 금융 기관
| 기관명            | 소재지              | 비고 |
| ----------------- | ------------------- | ---- |
| 용흥새마을금고    | 북구 탑산길10번길 6 |      |
| 포항농협서부지점  | 북구 새천년대로 581 |      |
| 서부신협          | 북구 용당로 34-1    |      |
| 하나은행 우방지점 | 북구 대안길 64      |      |
| 효용새마을금고    | 북구 용당로 24-2    |      |

## 의료 기관
| 기관명                     | 소재지         | 비고 |
| -------------------------- | -------------- | ---- |
| 경상북도립노인전문요양병원 | 북구 용흥로 36 |      |

## 간선 도로
| 구분 | 도로 이름                                                                  |
| ---- | -------------------------------------------------------------------------- |
| 대로 | 새천년대로 (국도 제31호선), 포스코대로                                     |
| 로   | 새마을로, 대해로, 불종로, 서동로, 양학천로, 양학로, 용당로, 용흥로, 죽파로 |
| 길   | 대안길, 우미길, 칠성천길, 탑산길, 중앙상가길, 칠성천길                     |